# Bollengo
Bollengo (piemonti nyelven Bulengh vagy Bolengh) egy észak-olasz község (comune) a Piemont régióban.

## Demográfia

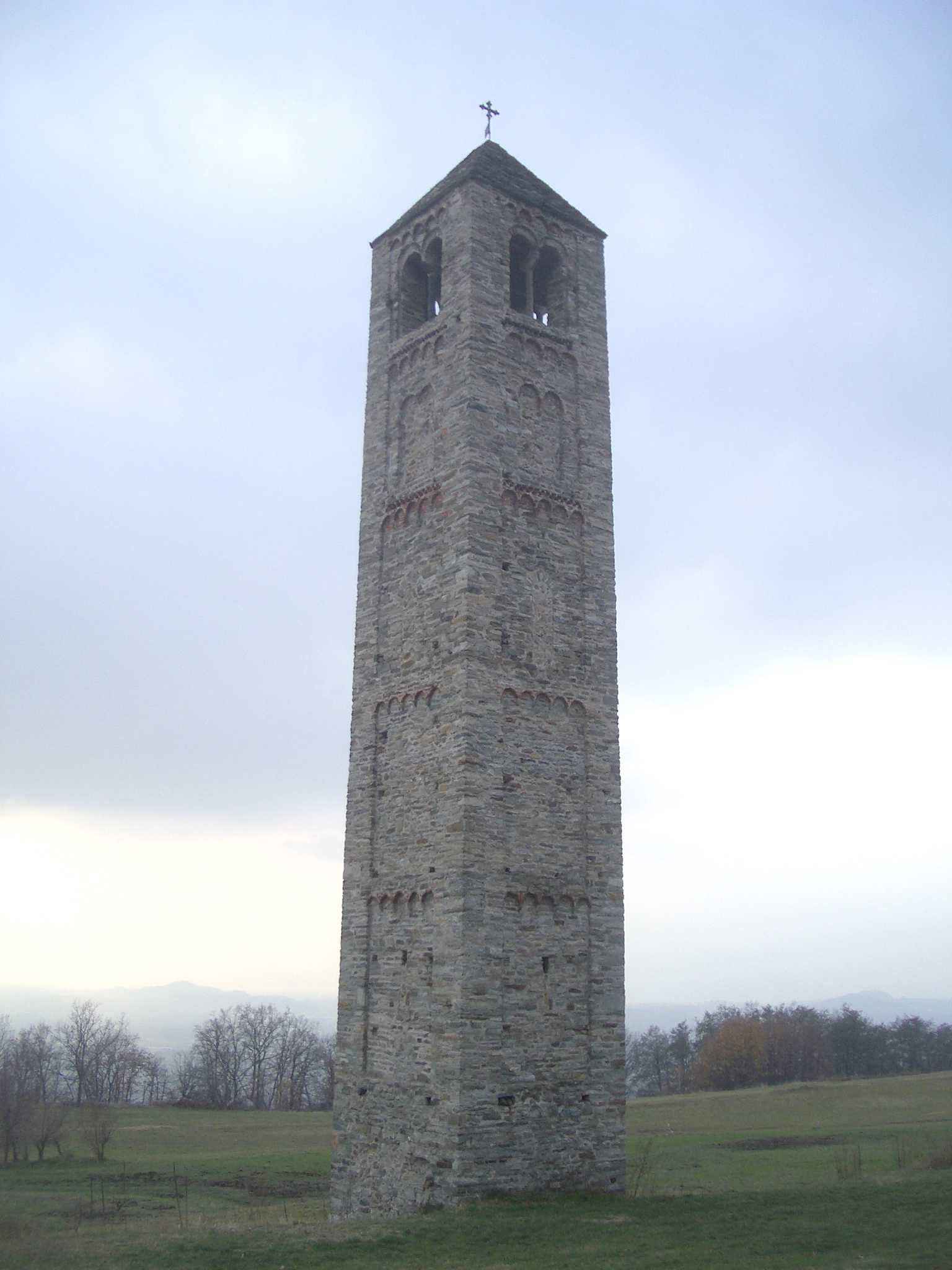
A bollengói harangtorony